# Stephen Kiprotich
Stephen Kiprotich ("KIP-roh-tich", sinh ngày 27 tháng 2 năm 1989) là một vận động viên chạy đường dài người Uganda, sinh ra ở huyện Kapchorwa. Anh là nhà vô địch marathon Olympic, từng giành huy chương vàng tại Thế vận hội mùa hè London 2012. Anh cũng đã giành được HCV tại Giải vô địch điền kinh thế giới năm 2013. Anh là người thứ hai, sau Gezahegne Abera, giành huy chương vàng marathon ở Olympic với huy chương vàng vô địch thế giới cho cùng một sự kiện.
Anh giành chức vô địch Thế vận hội vàng Olympic 2012 với thời gian chiến thắng là 2:08:01 trong điều kiện nóng, nắng và ẩm ướt. Đây là huy chương Olympic đầu tiên cho Uganda kể từ năm 1996, huy chương vàng Olympic đầu tiên cho quốc gia này kể từ năm 1972, và là huy chương đầu tiên của quốc gia này trong cuộc thi marathon. Anh đã giành chức vô địch giải marathon Moscow IAAF vào ngày 17 tháng 8 năm 2013.

## Tiểu sử
Kiprotich là con út trong số 7 người con của những nông dân tự cung tự cấp ở Quận Kapchorwa, gần biên giới Uganda-Kenya. Khi còn là một đứa trẻ, ông đã bỏ lỡ ba năm học tiểu học do một căn bệnh không được chẩn đoán. Từ năm 2004 đến năm 2006, anh bỏ điền kinh để tập trung cho việc học. Sau đó, ở tuổi 17, anh nghỉ học và chuyển đến vùng Eldoret của Kenya, trong Thung lũng Rift, để tập luyện cho cuộc thi marathon với Eliud Kipchoge. Anh được hỗ trợ bởi A Running Start, một tổ chức phi lợi nhuận có trụ sở tại New York.
Kiprotich đã chạy thành tích cá nhân tốt nhất trong cuộc đua marathon 2:07:20 vào năm 2011 tại Enschede Marathon ở Hà Lan, thiết lập một kỷ lục khóa học mới cho Enschede Marathon và một kỷ lục Uganda trong điền kinh. Anh về thứ ba trong Tokyo Marathon năm 2012 với thời gian 2:07:50.
Kiprotich một phần được truyền cảm hứng bởi John Akii-Bua, người giành huy chương vàng Olympic Uganda duy nhất trước đó, người đã giành chiến thắng ở cự ly 400 mét vượt rào trong Thế vận hội năm 1972 tại Munich, Đức, thiết lập một thế giới mới ghi lại trong quá trình này.
Sau đó, anh ấy tiếp tục giành chiến thắng trong cuộc thi Marathon Olympic London 2012, trước các vận động viên người Kenya Abel Kirui và Wilson Kipsang Kiprotich, những người lần lượt về nhì và ba.
Năm 2012, Kiprotich đã giành được giải thưởng Nhân cách thể thao của năm ở Nile Special-Uspa, giải thưởng thể thao của người Uganda.
Năm 2013, Kiprotich đã chiến thắng IAAF Moscow 2013 Marathon trong 2:09:51 để giành Huy chương Vàng.